# Gymnobela agassizii
Gymnobela agassizii är en snäckart som först beskrevs av Addison Emery Verrill och S. Smith 1880.  Gymnobela agassizii ingår i släktet Gymnobela och familjen kägelsnäckor. Inga underarter finns listade i Catalogue of Life.